# Fasarbyviken
Fasarbyviken är en vik i Finland. Den ligger i Lovisa stad i landskapet Nyland, i den södra delen av landet, 60 km öster om huvudstaden Helsingfors.